# Octonoba yesoensis
Octonoba yesoensis là một loài nhện trong họ Uloboridae.
Loài này thuộc chi Octonoba. Octonoba yesoensis được Kendo Saito miêu tả năm 1934.